# 8323 Krimigis
8323 Krimigis eller 1979 UH är en asteroid i huvudbältet som upptäcktes den 17 oktober 1979 av den amerikanske astronomen Edward L.G. Bowell vid Anderson Mesa Station. Den är uppkallad efter Stamatios Krimigis.
Asteroiden har en diameter på ungefär 11 kilometer.